# Lingnan-school

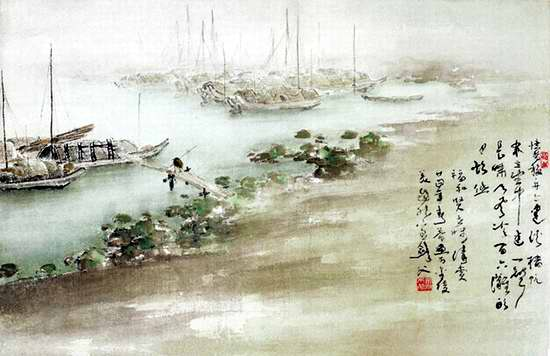
Regen in de vissershaven door Gao Jianfu

De Lingnan-school (Chinees: 嶺南畫派, pinyin: Lǐngnán huàpài), ook wel de Kanton-school genoemd, is een Chinese schildersstroming die in Guangdong ontstond. De school werd begin twintigste eeuw opgericht door de Drie Meesters van Lingnan (嶺南三傑): Chen Shuren (1883–1948), Gao Jianfu (1879–1951) en Gao Qifeng (1889–1933). Zij braken met de orthodoxe literati-schilderkunst van hun tijd en mengden westerse schilderkunst met de schildersstijlen van traditionele meesters. De Lingnan-school wordt samen met de Shanghai-school en de Jingjin-school (Peking-Tianjin-school) gerekend tot de drie pilaren van de moderne Chinese schilderkunst.

## Naam
De Lingnan-school is vernoemd naar Lingnan, een regio ten zuiden van het Zuid-Chinees Bergland die de Chinese provincies Guangdong, Guangxi, en Hainan en een deel van het noorden van Vietnam besloeg. De term 'Lingnan-school' kan betrekking hebben op de schilderkunst van Han-Chinezen in de gehele provincie Guangdong.

## Geschiedenis

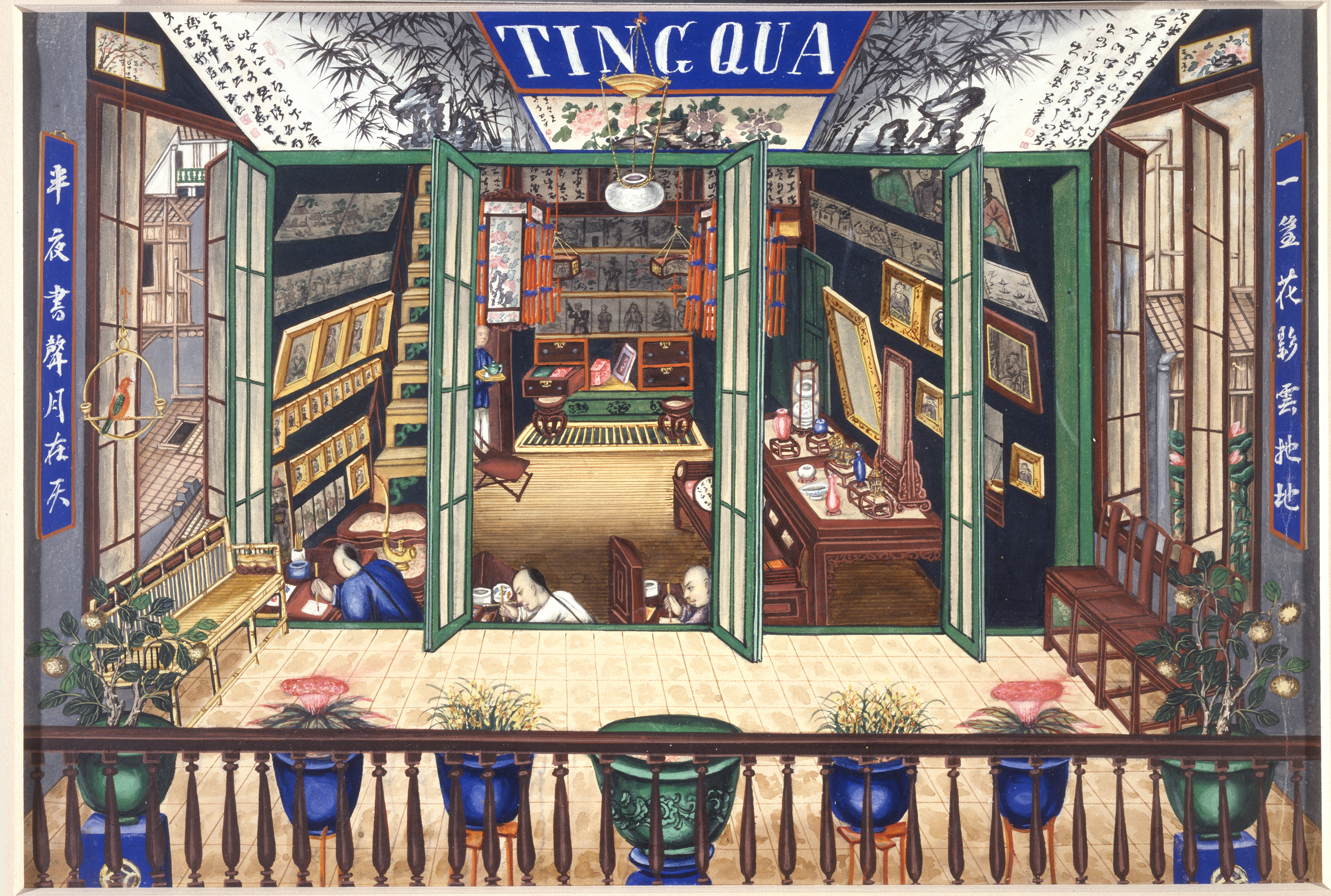
Atelier van de schilder Tingqua door Guan Lianchang, ca. 1855. Dit pand in Kanton verkocht een groot aantal Chinese schilderijen voor de export

Nadat het Britse Rijk in 1842 de Eerste Opiumoorlog had gewonnen, werden Chinese havens als die in Kanton (het huidige Guangzhou) voor het westen geopend. Dit resulteerde in een massale import van westerse boeken, foto's, lithografieën en kleurenposters. In de turbulente laatste jaren van de Qing-dynastie aan het eind van de 19e eeuw werden handelaren de nieuwe patronen van de Chinese kunsten. Hierdoor ontstond er vraag naar andere kunststijlen dan de literati-schilderkunst die driehonderd jaar lang gedomineerd had.
|                        |  |                                                     |
| Wit paard - Gao Qifeng |  | De vlammen van het oostelijke slagveld - Gao Jianfu |

Chen Shuren (1883–1948), Gao Jianfu (1879–1951) en zijn broer Gao Qifeng (1889–1933) worden beschouwd als de officiële oprichters van de Lingnan-school. Zij volgden een kunstopleiding in Japan en maakten kennis met het realisme en de felle kleuren die op dat moment de boventoon voerden in de Japanse schilderkunst. Terug in China werkten ze onder de revolutionaire slogan: "Evenwicht zoeken in het Chinese en het buitenlandse, het mengen van oud en modern (折衷 中外, 融會 古今)".
Chen en de broers Gao mengden westerse schildertechnieken en -stijlen met de traditionele Han-Chinese schilderkunst, met name die van Yun Shouping (1633–1690). Hierbij borduurden zij voort op het werk van Ju Chao (1811–1865) en Ju Lian (1828–1904), twee inwoners van het district Panyu te Guangdong. De twee neven werkten in de vitale en simpele mogu-stijl van Yun Shouping, maar kozen andere onderwerpen en gebruikten nieuwe technieken. Zo voegden ze water en pigment toe aan de nog drogende gewassen inkt.
Het werk van de Drie Meesters van Lingnan vormde een bron van inspiratie voor andere kunstenaars in Lingnan, zoals Zhao Shao'ang (1905–1998), Li Xiongcai (1910–2001) en Guan Shanyue (1912–2000). De Lingnan-school werd een invloedrijke schildersstroming in het zuiden van China. In de eerste jaren beïnvloedde zij de scholen van Shanghai en de regio van Peking en Tianjin. Later kreeg de school ook volgelingen in Hongkong, Macau en Taiwan.